# IC 5337
IC 5337 ist eine Spiralgalaxie vom Hubble-Typ Sc im Sternbild Pegasus am Nordsternhimmel. Sie ist schätzungsweise 744 Millionen Lichtjahre von der Milchstraße entfernt und hat einen Durchmesser von etwa 175.000 Lichtjahren. Vermutlich bildet sie gemeinsam mit IC 5338 ein gravitatives Galaxienpaar

Bei der Galaxie treten Ströme von sternbildendem Gas aus der Scheibe der Galaxie, die sich wie tropfende Streifen frischer Farbe verhalten, auf. Diese Ranken aus hellem Gas entstehen durch einen Prozess, der als Staudruck-Stripping bezeichnet wird, und ihre Ähnlichkeit mit baumelnden Tentakeln hat die Astronomen dazu veranlasst, JW100 als "Quallengalaxie" zu bezeichnen. Der Staudruckabbau tritt auf, wenn Galaxien auf das diffuse Gas treffen, das Galaxienhaufen durchdringt. Wenn Galaxien dieses dünne Gas durchdringen, wirkt es wie ein Gegenwind, der Gas und Staub von der Galaxie abstreift und die hinteren Luftschlangen entstehen lässt, die JW100 so auffällig schmücken.
Im selben Himmelsareal befinden sich u. a. die Galaxien NGC 7688, IC 5329, IC 5331, IC 5336.
Das Objekt wurde am 25. November 1897 von Stéphane Javelle entdeckt.